# Oberlauch

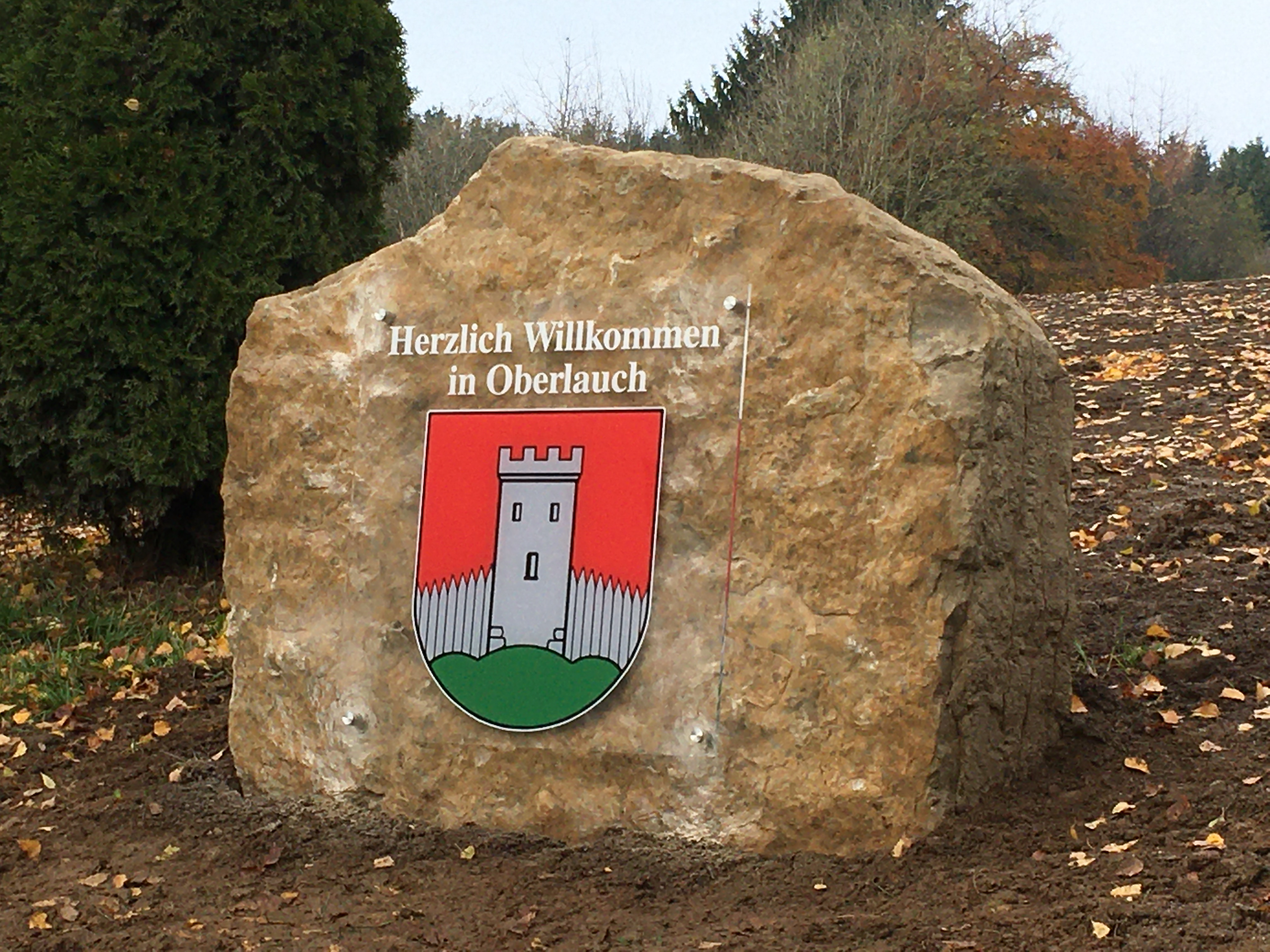
Kalkstein mit Dorfwappen in Oberlauch

Oberlauch ist eine Ortsgemeinde im Eifelkreis Bitburg-Prüm in Rheinland-Pfalz. Sie gehört der Verbandsgemeinde Prüm an.

## Geographie
Die höchste Erhebung ist der Hardtkopf mit 596 m ü. NHN, von dessen Gipfel die gesamte Prümer Kalkmulde sowie die Schönecker Schweiz überblickt werden kann. Bei gutem Wetter ist der Blick nach Süden ohne Hindernisse und die Fernsicht beträgt über 60 km bis zum Hunsrück. In nördlicher Richtung reicht der Fernblick ca. 20 km bis zum Schwarzen Mann (697 m).
Zu Oberlauch gehören auch die Wohnplätze Bongertshof, Im Tal und Im Jannrech.

## Geschichte
Am östlichen Ortsrand von Oberlauch sollen in einem großen Grabhügel von 30 m Durchmesser und über 4 m Höhe an einem Südost-Hang wiederholt römische Gräber entdeckt worden sein. Hier fanden sich angeblich zudem Baureste sowie eine Steinkiste mit Münzen aus dem 1. Jahrhundert n. Chr. Die Beschreibung als Grabhügel wurde allerdings mehrfach bezweifelt. Die Datenbank der Kulturgüter in der Region Trier erwähnt ferner eine Motte in Oberlauch, die Reste einer abgegangenen Burg.

## Etymologie
Im Güterverzeichnis der Abtei Prüm wird der Ort im Jahr 893 als „Luhc“ genannt. Die Bezeichnungen Oberlauch und Unterlauch sind davon abgeleitet.
Die Benennungen Luhc, Loch (1065), Loh oder Luch (1103) sollen nach dem Weistum Grimm und W. Jungandreas am ehesten auf das lateinische Wort „lucus“ zurückzuführen sein. Der einer Gottheit geheiligte Hain heißt bei den Römern: „lucus“.
Nach Kluge soll „Loh“ im Mittelhochdeutschen Hain oder Lichtung bedeuten.

## Chronik
Im Güterverzeichnis der Abtei Prüm wird der Ort im Jahr 893 als „Luhc“ genannt ohne weitere Erläuterungen. Oberlauch und Niederlauch bildeten zu dieser Zeit einen Ort.
Bis zum 4. Jahrhundert n. Chr. sind in Oberlauch Reste römischer Besiedlung nachgewiesen. Zwischen Ober- und Unterlauch fand man keltisch-römische Gräber. Die Römer sicherten wichtige Straßen und Knotenpunkte durch Wachposten in einer Befestigungsanlage (Burgus). Hierzu gehörte meist ein Heiligtum unmittelbar in der Nähe. In vorgeschichtlicher und auch noch zu römischer Zeit sollen sich in Oberlauch sieben Höhenstraßen getroffen haben.
Bei Ausschachtungsarbeiten wurde im Jahr 1970 auf der Flur „Auf den Kalköfen“ ein Steinbeil gefunden, was beweist, dass sich hier zumindest zeitweilig in der Jungsteinzeit Menschen aufgehalten haben.
Am östlichen Ortsrand von Oberlauch sieht man noch heute einen großen abgeflachten Rundhügel, auf dem eine sog. Motte, ein Wohn-Wehrturm gestanden haben soll. Im Jahre 1369 ließ der 38. Prümer Abt Dietrich von Kerpen, wegen einer anhaltenden Fehde mit dem Herren von Schönecken, einen solchen Wehrturm bauen, um hierdurch die Höhenwege zu sichern. Diskutiert wird aber auch ein Hügel, der bereits zu römischer Zeit errichtet worden sein soll.
Von Oberlauch ist erstmals 1574 die Rede. Zuvor war der Ort eine Zennerei der Abtei Prüm, welche hier ein Grundgericht von einem Schultheißen und fünf Schöffen hatte. Der Conventual, ein Angehöriger der Abtei in der Stellung eines Küsters, bezog im Mittelalter die Einkünfte des Hofes Luch bzw. Lauch.
Später verwaltete der Dechant die Küsterei und die Kämmerei, mit welcher auch die Propstei verbunden war. Wiederum später übernahm der Prior dies selbst, um 1663 die Küstereigüter zu Lauch auf 15 Jahre für drei Thaler und zwei Sester Roggen und zwei Sester Hafer zu verpachten. Die Oberlaucher mähten und trockneten ihr Heu auf dem freien Bühl. Das Jahrgeding hielten der Dechant oder der Prior ab.
Im Jahre 1788 wurden vom Niederlaucher Pastor für Oberlauch sechs Stockgüter gemeldet. Diese Höfe gehörten dem Grundherren, man durfte sie weder teilen, verkaufen oder beleihen, konnte sie aber dem ältesten Sohn vererben. War nur ein Schwiegersohn vorhanden, so musste dieser den Hofnamen annehmen. Die Namen waren: Backes, Ballmanns (Barmes), Bischofs Oberst, Bischofs Unterst, Schultheißen und Keyll. Während der französischen Herrschaft bis 1814 gehörte der Ort zum Kanton Prüm im Département de la Sarre und danach als selbständige Gemeinde zur Bürgermeisterei Dingdorf im Kreis Prüm. Nach Auflösung des späteren Amtes Dingdorf wurde Oberlauch 1936 dem Amt Schönecken zugeordnet. Auch nach der Verwaltungsreform 1970 behielt Oberlauch seine Selbständigkeit als Ortsgemeinde und gehört seitdem zur Verbandsgemeinde Prüm.
Statistik zur Einwohnerentwicklung
Die Entwicklung der Einwohnerzahl von Oberlauch, die Werte von 1871 bis 1987 beruhen auf Volkszählungen:
| Jahr | Einwohner |
| ---- | --------- |
| 1815 | 58        |
| 1835 | 74        |
| 1871 | 62        |
| 1905 | 72        |
| 1939 | 87        |

| Jahr | Einwohner |
| ---- | --------- |
| 1950 | 69        |
| 1961 | 62        |
| 1970 | 65        |
| 1987 | 60        |
| 2005 | 63        |

## Politik

### Bürgermeister
Arno Meyer ist seit dem 28. Juni 2019 Ortsbürgermeister von Oberlauch.
Meyers Vorgänger Richard Meyer hatte das Amt von 2004 bis 2019 ausgeübt.

### Wappen
| Wappen von Oberlauch | Blasonierung: „In Rot auf grünem Dreiberg silberne Palisaden und mittig Zinnenwohnturm mit zwei Fenstern und Einstiegstor (2:1) im Mittelgeschoss.“ |
| Wappen von Oberlauch | Wappenbegründung: Die Zugehörigkeit Oberlauchs zur Abtei begründen die Wappenfarben Rot und Silber. Am Ostrand des Ortes finden sich die Reste einer Motte. Diese Turmhügel-Burgen besaßen einen Wohn- und Wehrturm. Ein solches Bauwerk ist urkundlich belegt und wurde wegen der historischen Bedeutung als einzige Wappenfigur gewählt. Eine Motte befand sich in der Regel auf einem Hügel der von einem Graben und einem Wall umgeben ist, was durch den grünen Dreiberg symbolisiert wird. Der Zugang in den 1. Stock erfolgte über eine Außentreppenanlage oder einziehbare Leiter. In der Regel waren derartige Bauwerke und Burganlagen oft bis in das späte Mittelalter mit Palisaden bewehrt. |

## Wirtschaft
Die Bevölkerung lebt überwiegend von der Landwirtschaft (Milchwirtschaft).